# Cerro Standhardt
Pour les articles homonymes, voir Cerro.
Le cerro Standhardt ou Aguja Standhardt (« aiguille Standhardt ») est un sommet de Patagonie situé à la frontière entre l'Argentine et le Chili. C'est le plus élevé d'une chaîne de quatre sommets : le cerro Torre, la Torre Egger, la Punta Herron et le cerro Standhardt. Il a été nommé en l'honneur du photographe et naturaliste allemand Ernst Standhardt (1888-1967).

## Ascensions notables
- 1977 : les Britanniques Brian Hall et John Whittle parviennent à seulement 20 mètres du sommet mais doivent renoncer. Ils atteignent la face Est depuis la brèche Standhardt-Bifida, après avoir gravi une rampe neigeuse qui remonte la face vers la gauche.
- 1988 : première ascension par les Américains Jim Bridwell, Greg Smith et Jay Smith par une voie qu'ils baptisent Exocet.